# Dominanza incompleta
In genetica, si parla di dominanza incompleta o semidominanza, quando nessuno dei due alleli (per un carattere) è dominante sull'altro. Il fenotipo manifestato dall'eterozigote è un fenotipo intermedio tra quelli dei due omozigoti.
Per esempio poniamo di essere di fronte a una popolazione di piccoli mammiferi la cui sopravvivenza sia dovuta in gran parte alla capacità dell'individuo di mimetizzarsi.
Poniamo di trovare al locus del mimetismo due alleli, denominati A e a. Sappiamo che l'allele A (l'allele favorevole al mimetismo) è dominante su a, ma non completamente. 
Poiché il genotipo dell'animale è dovuto alla combinazione di 2 alleli, gli individui della popolazione possono avere al massimo variazioni di genotipo:
- Genotipo AA: omozigote in cui compare solo la caratteristica dell'allele favorevole al mimetismo. L'animale è in grado di mimetizzarsi perfettamente grazie al colore del suo mantello. Ha probabilità di sopravvivenza massima.

- Genotipo Aa: eterozigote che presenta caratteri intermedi. In sopravvivenza sarà avvantaggiato rispetto a aa, ma svantaggiato rispetto a AA. Il colore del mantello farà mimetizzare l'individuo, ma non bene come l'omozigote favorevole. La sopravvivenza sarà inferiore di una qualche proporzione.

- Genotipo aa: omozigote in cui compare solo la caratteristica sfavorevole. Il mantello non sarà mimetico e le possibilità di sopravvivenza dell'individuo saranno minime.

La dominanza incompleta è riservata a pochi esseri viventi come ad esempio la bocca di leone (nella quale c'é un fiore rosso e uno bianco e come carattere intermedio esce un fiore rosa), la bella di notte (Mirabilis jalapa) e i polli andalusi (nei quali oltre a dei polli neri o bianchi nascono pure polli blu)

## Un classico esempio
Un esempio di immediata comprensione, come anticipato prima, è dato inoltre dall'incrocio di due varietà floreali (per esempio appartenenti alla specie Mirabilis jalapa), l'una con fiori rossi (allele dominante), l'altra con fiori bianchi (allele recessivo): supponendo si tratti di dominanza incompleta, si ha che l'individuo eterozigote presenterà un fenotipo intermedio, ossia fiori rosa. Gli individui omozigoti possederanno, invece, come accade nel caso della dominanza completa, fiori rossi (omozigote dominante) e fiori bianchi (omozigote recessivo).
|   | A  | a  |
| - | -- | -- |
| A | AA | Aa |
| a | Aa | aa |

## Differenza dalla codominanza
Nella codominanza gli alleli di un medesimo gene sono espressi con piena funzionalità contemporaneamente, come accade nel gruppo sanguigno AB, in cui sono espressi efficacemente entrambi i geni per gli antigeni A e B.
Nella dominanza incompleta, invece, accade non solo che nell'eterozigote, come avviene anche nella dominanza completa, l'allele mutato è o amorfo, cioè inattivo, o ipomorfo, cioè con attività qualitativamente normale ma quantitativamente ridotta, ma contemporaneamente si osserva anche e soprattutto un'aploinsufficienza della copia selvatica del gene, cioè l'incapacità di una sola copia selvatica del gene per cellula di garantirne una funzione normale, perché per un fenotipo penetrante è richiesto un dosaggio molecolare del prodotto genico più elevato che negli eterozigosi.